# Kirov (1936)
Kirov var ett Projekt 26 kryssare av Kirov-klass i den sovjetiska flottan som tjänstgjorde under vinterkriget, andra världskriget och i det kalla kriget. Hon försökte att bombardera det finska kustartilleriet under insatser i vinterkriget, men drevs bort av ett antal incidenter som skadade henne. Hon ledde evakueringen av Tallinn i slutet av augusti 1941 innan hon blockerades i Leningrad där hon endast kunde ge understöd under belägringen av Leningrad. Hon bombarderade finska positioner under Viborg-Petrozavodsk offensiv i mitten av 1944 men spelade sen ingen vidare roll i kriget. Kirov omklassificerades till utbildningkryssare den 2 augusti 1961 och såldes för skrot den 22 februari 1974.

## Historia
Under åren 1935–1944 byggdes sex fartyg i Kirov-klassen (inom det så kallade Projekt 26, 26b och 68) för den sovjetiska flottan, nämligen Kirov, Vorosjilov, Maksim Gorkij, Molotov, Kalinin och Lazar Kaganovitj. Efter att de två första fartygen i klassen hade byggts ökade man på pansartjockleken, därav räknas ibland de efterkommande fyra tillhöra Maksim Gorkij-klassen. Örlogsfartygen i Kirov-klassen var de första större i sin sort som byggdes i Sovjetunionen efter revolutionen. Det italienska företaget Ansaldo konsulterades vid designen av fartygen, och därav finns stora likheter mellan fartyg i Kirov-klassen och italienska lätta kryssare i Condottieri-klassen.
Kirov som fick namn efter partichefen i Leningrad Sergej Kirov (1886-1934) byggdes på Ordzjonikidzevarvet i Leningrad och sjösattes den 30 november 1936. Kirovs första strid kom den 1 december 1939 under Finska vinterkriget i samband med en kort eldstrid med det finska kustbatteriet på Russarö utanför Hangö udd.
Efter Nazitysklands anfall mot Sovjetunionen 1941 deltog Kirov i evakueringen av Tallinn i augusti samma år, där hon minskadades. Kirov sänktes av Luftwaffe 1942 men bärgades 1943 och deltog under den sovjetiska storoffensiven på Karelska näset 1944 där fartyget gav eldunderstöd till de framryckande sovjetiska trupperna.